# Hrusztyn
Hrusztyn (słow. Hruštín) – wieś (obec) w północnej Słowacji, w powiecie Namiestów, w kraju żylińskim, w historycznej krainie Orawa.

## Położenie
Leży w szerokiej dolinie Hruštínki (słow. Hruštínske podolie) otwierającej się w kierunku północno-wschodnim ku Kotlinie Orawskiej.

## Historia
Wieś powstała na fali tzw. kolonizacji wołoskiej, która dotarła w ten region Karpat w połowie XVI w. Pierwsza pisemna wzmianka o miejscowości pochodzi z 1580 roku. Organizacja wsi została zakończona dopiero w roku 1588 i od tego czasu płaciła ona dopiero należne czynsze i daniny. Należała do dużego feudalnego "państwa" z siedzibą na Zamku Orawskim. Dokumentem z 1 marca 1605 r. ówczesny pan Orawy Jerzy Thurzo określił prawa i obowiązki dwóch głównych osadników (sołtysów) oraz pozostałych dziewięciu poddanych. Wkrótce liczbę mieszkańców powiększyli osadnicy z innych wsi orawskich oraz grupa osadników z przeludnionych włości Thurzonów w rejonie Żyliny (m.in. Strečno, Lietava, Budatín (dziś część Żyliny), Rajec). Być może byli wśród nich przybysze z samej Żyliny, na co wskazuje popularne do dziś we wsi nazwisko "Žilinec".
W latach 1683–1686 spustoszyły ją polsko-litewskie oddziały posiłkowe rozlokowane m.in. na Orawie po kampanii wiedeńskiej. Mieszkańcy zajmowali się handlem bydłem (owcami i wołami), serem i gontami. Uprawiali owies, a od początku XIX w. również ziemniaki, zwane tu "rzepą". W XVIII w. rozwinęła się produkcja drewnianych naczyń i wyrobów gospodarstwa domowego, wyrobów ze skóry (m.in. kierpców) oraz tkactwo.
W latach 60. XIX w. wieś liczyła ok. 1300 mieszkańców. Istniały w niej dwa młyny wodne (sołtysi i siedlacki), później także folusz i farbiarnia płótna. Z końcem XIX w. bieda i bezrobocie wywołały falę emigracji do Stanów Zjednoczonych, która osiągnęła szczyt krótko przed I wojną światową. Dopiero w 1916 r. powstał we wsi pierwszy tartak o dwóch trakach. Praktycznie cała zabudowa wsi była drewniana, zabudowania były kryte gontem. Domy, usytuowane w szeregowej zabudowie odzwierciedlającej dawny układ ról i ich podziały, krótszym bokiem do drogi, były kurne, bez kominów. Gotowano w większości na otwartym ogniu. Jeszcze krótko przed 1920 r. na ok. 300 gospodarstw było tylko kilka budynków murowanych.
W drugiej połowie XX w. teren wsi został w znacznym stopniu odlesiony w związku z rozwojem działalności miejscowego gospodarstwa rolnego. Poza tym znaczna część mieszkańców znalazła pracę w nowo powstałych zakładach przemysłowych Dolnej Orawy (Krivá, Nižná i in.).

## Obiekty zabytkowe[7]
- Kościół katolicki pw. św. Jana Chrzciciela. Murowany z 1820 r. Wyposażenie z końca XIX i początków XX w.
- Kaplica pw. św. Anny. Murowana z przełomu XVIII i XIX w., nakryta sklepieniem kolebkowym i cebulastym hełmem.
- Kościół katolicki w dzielnicy Vaňovka. Murowany z 1833 r. Wyposażenie wnętrza (ołtarz, ławki, prospekt organowy, lichtarze) w stylu ludowym z czasów budowy kościoła.
- Słup przydrożny z figurą św. Floriana z 1833 r.
- Słup przydrożny z figurą św. Jana Nepomucena z 1881 r.